# 발리 콤페타르

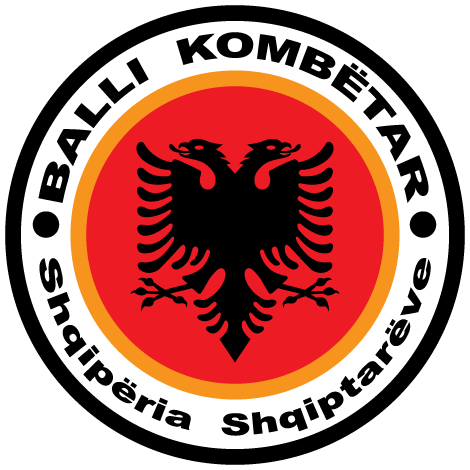

발리 콤페타르 (Balli Kombëtar →국가전선) 혹은 발리는 1942년 11월 결성된 알바니아의 반공주의 저항단체이자 정치단체였다. 알리 켈치라와 미드핫 프라쉐리가 지도하였으며 토지소유자, 공산주의에 반대하는 자유 민족주의자들과 알바니아 사회의 여러 계층들이 이에 동참하였다. 발리 콤페타르의 좌우명은 "Shqipëria Shqiptarëve, Vdekje Tradhëtarëvet" (알바니아인을 위한 알바니아, 배신자에게 죽음을)이다. 이후 발리 콤페타르는 나치가 설립한 꼭두각시 정부에 동참하였으며 반-파시스트 게릴라군에 대항하는 협력단체로 변모하였다.

## 같이 보기
- 알바니아 파시스트당
- 대알바니아